# Crossing Over (film)
Crossing Over è un film del 2009, scritto e diretto dal regista sudafricano Wayne Kramer.

## Trama
Nel film si incrociano ed intrecciano le storie di diversi personaggi, tutti collegati - direttamente od indirettamente - all'universo dell'immigrazione clandestina e non negli Stati Uniti d'America.
Mireya Sanchez è un'operaia messicana con un figlio a carico, residente negli Stati Uniti clandestinamente. Espulsa dal paese a seguito di una retata delle autorità federali nella fabbrica dove, assieme a tante altre immigrate come lei, lavorava a nero, affida il suo figlioletto al rude e navigato agente dell'ICE Max Brogan il quale, colpito dalla travagliata storia della donna, decide di prendersene cura. Diversi giorni dopo, nei pressi del confine con il Messico, viene rinvenuto il cadavere di una donna che l'anziano agente identifica come Mireya. Brogan decide, quindi, di partire alla volta del paese natío della donna, al fine di comunicare la sua triste dipartita ai genitori ed affidarvi le cure del bambino.
Taslima Jahangir è una quindicenne bengalese che a scuola scrive un tema nel quale afferma di comprendere le ragioni dei terroristi suicidi dell'11 settembre. Scossa dal contenuto del suddetto testo, la sua insegnante ne avvisa il preside, il quale la segnala alle autorità in ossequio al cosiddetto USA PATRIOT Act. Gli agenti dell'FBI effettuano dunque una perquisizione a tappeto della sua abitazione, mettendole a soqquadro la stanza da letto, e trovano il suo diario e degli altri temi in cui affronta il tema della jihād, oltreché un suo profilo registrato su un sito web islamista. L'investigatrice incaricata del caso ritiene che possa essere una aspirante terrorista suicida, ma non potendo però incriminarla unicamente sulla base di questi elementi raccolti, gli inquirenti decidono di trattenerla come immigrata irregolare, sfruttando il fatto che non sia ancora naturalizzata, nonostante viva in pianta stabile in America dall'età di tre anni ed i suoi due fratelli minori siano nati negli Stati Uniti e siano perciò cittadini americani. La famiglia di Taslima si rivolge così all'avvocato immigrazionista Denise Frankel, che cerca dunque di trattare con la detective incaricata del caso, Marina Phadkar, ma quest'ultima insiste comunque che Taslima sia una minaccia per la sicurezza nazionale e che perciò debba essere espulsa. L'avvocato a questo punto suggerisce che anziché tornare tutti in Bangladesh, la famiglia si divida in due: Taslima dovrà tornare in Bangladesh con la madre, mentre il padre potrà restare negli Stati Uniti con i due figli minori.
Cole Frankel, un agente dell'ICE, ha un incidente automobilistico con Claire Shepard, un'aspirante attrice australiana. Non avendo la ragazza una copertura assicurativa ed intuendo che i suoi documenti siano perdipiù contraffatti, anziché farla arrestare in quanto irregolare, Cole le propone un accordo: lei dovrà andar a letto con lui ogni volta che glielo chiederà per un periodo di due mesi ed in cambio le farà avere una Green Card (un permesso di soggiorno a tempo indeterminato). Durante questo periodo però Cole si innamora della ragazza e le dice di voler lasciare la moglie per mettersi con lei, ma Claire controbatte seccamente che lei va a letto con lui solo per ottenere la Green Card e che in realtà lo disprezza. A quel punto Cole la libera dal loro accordo, dicendole che non lo sentirà mai più e che riceverà comunque la sua Green Card per posta. Dopo qualche tempo, però, degli investigatori che indagano su un giro di documenti contraffatti scoprono che lei ha ottenuto la green card senza averne titolo, per cui deve ammettere di averla ottenuta in cambio di favori sessuali resi a Cole. Claire riesce ad evitare una imputazione in cambio della confessione e dell'abbandono volontario del Paese, mentre Cole viene invece arrestato. Dopo il suo arresto, sua moglie, l'avvocato immigrazionista Denise Frankel, adotta una bambina nigeriana che si trova trattenuta in un centro per immigrati clandestini da diversi anni.
Hamid Baraheri è un agente dell'ICE, spesso in coppia con il più anziano collega Max Brogan. La famiglia di Hamid, d'origine iraniana e fortemente tradizionalista, disapprova lo stile di vita condotto da Zahra, sorella minore di Hamid, che passa molto tempo fuori casa a far baldoria ed intrattiene una relazione con un uomo messicano sposato, Javier Pedroza. Il fratello di Hamid, Farid, istigato dal padre, decide di spaventare la sorella ed il suo amante, irrompendo nella loro stanza d'albergo proprio mentre sono intenti a copulare, minacciandoli con una pistola. La situazione, però, ben presto degenera in seguito ad una violenta colluttazione, e Farid finisce per ucciderli entrambi. A quel punto si rivolge ad Hamid, implorandogli di aiutarlo a nascondere le prove dei due omicidi e questi, seppur sconvolto dal gesto del fratello, lo aiuta, contaminando la scena del delitto e facendolo passare come una rapina andata storta. Poco a poco nel corso del film, però, Brogan arriva a sospettare che Hamid sia coinvolto nell'omicidio della sorella.
Javier Pedroza lavora in una copisteria e sfrutta il suo lavoro per falsificare documenti di immigrazione, che poi vende ad immigrati clandestini. Claire ottiene proprio da lui i suoi documenti contraffatti prima di incontrare Cole e fare con lui l'accordo. Quando però Javier viene ucciso dal fratello di Hamid assieme alla sua amante, un certo numero di documenti contraffatti vengono trovati fra le sue cose dalle autorità incaricate di condurre le indagini sulla sua morte e da questi parte l'indagine che poi porterà a far scoprire Claire e Cole.
L'adolescente sud-coreano Yong Kim, che sta per ottenere la naturalizzazione assieme al resto della sua famiglia, frequenta una banda di teppisti, tutti sudcoreani, pur d'avere degli amici e sentirsi parte d'un gruppo. Alla fine, si ritrova coinvolto in una rapina a mano armata organizzata dalla banda. Quando la banda fa irruzione a volto coperto nel market con le armi in pugno, Hamid, che si trova casualmente nel negozio per fare la spesa, interviene con la pistola di ordinanza per fermare la rapina, riuscendo ad uccidere quattro dei cinque rapinatori. Si trova quindi davanti a Yong, l'unico sopravvissuto, che spalle al muro ha sequestrato una donna e la minaccia, puntandole una pistola alla tempia. Hamid, constatando che il ragazzo non arriverebbe mai ad uccidere l'ostaggio e non volendo spargere altro sangue, gli mostra comprensione, convincendolo a desistere e facendolo inoltre scappare con i filmati del circuito chiuso che potrebbero farlo identificare.
Gavin Kossef, un musicista inglese d'origine ebraica, però ateo, spera di sfondare nel mondo della musica, mentre la sua ragazza Claire spera di riuscire altrettanto nel cinema. Quando però scopre che la ragazza lo tradisce con Cole per la green card i due si lasciano. Un giorno, ritrovatosi dinanzi alla concreta possibilità di vedersi negato il rinnovo del permesso di soggiorno, non avendo infatti un impiego fisso, si finge un ebreo praticante per farsi assumere come insegnante musicale in una scuola religiosa ebraica e poter cosí restare negli Stati Uniti. Durante l'esame di rinnovo, gli viene chiesto di recitare una preghiera qualunque in ebraico e, nonostante non la esegua in maniera corretta, il rabbino che è chiamato a valutarlo conferma che la preghiera è stata svolta correttamente. Una volta congedato, in privato, il rabbino lo invita ad entrare a far parte del coro della sinagoga, dicendogli che così potrà eliminare le sue lacune liturgiche.

## Distribuzione
Il film è stato proiettato nelle sale americane il 27 febbraio 2009, ma solo in pochi cinema e con una durata inferiore di circa 20 minuti rispetto alla versione originale del regista: infatti la Weinstein Company, che ha prodotto e distribuito il film, lo ha ritenuto troppo crudo e drammatico in alcune parti, preferendo l'eliminazione di alcune sequenze e una distribuzione in forma limitata per evitare polemiche. In Italia il film è stato mostrato in anteprima al Taormina Film Festival riscuotendo notevole successo da parte della critica. La pellicola è uscita nelle sale cinematografiche italiane il 26 giugno 2009.